# Kontrafakt (hudební skupina)
Kontrafakt je slovenské hiphopové uskupení, které vzniklo v roce 2001. Jeho členy jsou Rytmus (Patrik Vrbovský), Ego (Michal Straka) a DJ Anys (Ondrej Beňačka). Koncertují nejen na Slovensku, ale i v Česku, celé Evropě a Americe.[zdroj?]

## Diskografie

### Mixtapy
- Tri špinavé mená (2003)

### Studiová alba
- E.R.A. (2004)
- Bozk na rozlúčku (2007)
- Navždy (2013)
- Real Newz (2019)

- KF ako Rolls (2021)

### Singly
- Dáva mi (2003)
- I tak to osiągnę (WWO ft. Orion, Włodi, Kontrafakt & Soundkail) (2006)
- Stokujeme Vonku (2013)

### Hudební videa
- 2003 – Dáva mi
- 2004 – E.R.A.
- 2005 – Pravda bolí/Mulano stylos
- 2005 – Nelutujem
- 2006 – Moji ľudia
- 2006 – I tak to osiągnę (WWO ft. Orion, Włodi, Kontrafakt & Soundkail)
- 2006 – Potrebujem tvoju nenávisť
- 2007 – Život je boj
- 2009 – Bozk na rozlúčku
- 2013 – Stokujeme Vonku
- 2013 – Odviati Vetrom
- 2013 – JBMNT
- 2013 – V mojom svete
- 2014 – Kým neskapem
- 2014 – Keď Jazdíme My
- 2014 – Podzemie
- 2014 – SSMD
- 2015 – Život je film
- 2019 – Ideme dnu
- 2019 – Neviditelnej (ft. Viktor Sheen, Calin)
- 2019 – Jlo (ft. Mirez x Dalyb x Zayo x Dokkeytino x Porsche Boy)
- 2019 – Si Sa Namotal
- 2020 – Pocity (ft. Sima)
- 2020 – Instagram
- 2020 – Mesiac

- 2021 – Reklama na Rap

- 2021 – Iní

### DVD
- MURDARDO MULANO TOUR 2005 (DVD)

## Turné
- MURDARDO MULANO TOUR
- NAVŽDY TOUR